# Emiliano Zuleta Baquero
Emiliano Antonio Zuleta Baquero (La Jagua del Pilar, La Guajira, 11 de enero de 1912 - Valledupar, Cesar, 30 de octubre de 2005) fue un compositor, acordeonero y cantante colombiano de vallenato.

## Familia
Nació en La Jagua del Pilar, La Guajira, el 11 de enero de 1912, en el hogar de Cristóbal Zuleta y Sara María Baquero Salas "La vieja Sara" (9 de agosto de 1892 - 7 de junio de 1975). De esta relación solo nació Emiliano, luego su madre Sara María contraería matrimonio con Rafael Araújo, con quien tuvo a Rafaela del Rosario, Santa, Andrés, Encarnación, Rafael Antonio "Toño", Matilde, María, Carlos y Mario. Los medio hermanos adoptaron el apellido de la abuela materna; Salas a excepción de Encarnación Araújo.
Su infancia transcurrió en su pueblo natal, el cual dejó a los doce años de edad, pues fue entregado por su madre como peón de la finca 'La Sierra Montaña', cerca de Valledupar, por una compensación mensual, en una modalidad de negociación típica de la región que llamaban "la concertación". Pocos años después (1927) regresó al lado de su madre Sara María Baquero, quien había sido abandonada por su padre, Cristóbal Zuleta.
Uno de sus tíos maternos, Francisco Baquero, intentó sin éxito convertirse en músico. Por el lado de su medio hermano "Toño" Salas es tío del acordeonero y rey vallenato y compositor Rafael Salas y los acordeoneros Antonio y Darío Salas Negrete.
En 1946, Zuleta contrajo matrimonio con Carmen Díaz y con ella tuvo varios hijos, entre ellos Tomás "Poncho" y Emiliano Zuleta Díaz, quienes tiempo después se convertirían en el dúo "Los Hermanos Zuleta".
Zuleta se divorció de Carmen Díaz en 1982, y poco tiempo después desposó a Ana Teresa Olivella Peña, quien fue su compañera por más de 20 años, y con quien tuvo tres hijos; Belisario, Sara y Efraín Zuleta Olivella.

## Trayectoria
Durante su periodo como trabajador del campo, Zuleta se inició en la composición de coplas de diez versos, imitando el estilo de los trovadores del Magdalena Grande y guiándose como ellos por el Romancero de Castilla. Su tío Francisco Baquero tenía tres acordeones y un día de 1928, Emiliano Zuleta se escapó con uno de ellos, pero cuando regresó le pidió disculpas a su tío dedicándole la primera canción que compuso. 
En 1938 publicó La gota fría, célebre canción que nació de una controversia musical con Lorenzo Morales y que años después reinterpretaran Guillermo Buitrago, El Doble Poder, Carlos Vives y El Binomio de Oro de América convirtiéndola en éxito internacional. 

### Festival de la Leyenda Vallenata (1968)
Emiliano Zuleta disputó la final del primer Festival de la Leyenda Vallenata de 1968, obteniendo el segundo lugar ante el acordeonero Alejandro Durán quien se coronó primer Rey Vallenato.

## Composiciones
Composiciones de Emiliano Zuleta Baquero:
| Canción                   | Nota |
| ------------------------- | --- |
| La gota fría              | - Grabada por Guillermo Buitrago - Grabada por El Doble Poder agrupación de Daniel Celedón e Ismael Rudas. - Grabada por Carlos Vives & Egidio Cuadrado en el álbum Clásicos de la provincia (1993) - Grabada por El Binomio de Oro de América en el álbum Todo corazón (1993). - Grabada por Grupo Niche en el álbum "prepárate" (1982). - Grabada por Julio Iglesias - Grabada por Manolo Escobar - Grabada por María Dolores Pradera en su álbum As De Corazones |
| El gallo viejo            | Grabada por Los Hermanos Zuleta en el álbum Pa' toda la vida (1980). |
| Carmen Díaz               | Grabada por Los Hermanos Zuleta en el álbum Río Seco (1974). |
| El zorro                  | |
| El robo                   | Grabada por Los Hermanos Zuleta en el álbum Volumen 12 (1979). |
| La pimientica             | Grabada por Los Hermanos Zuleta en el álbum El reencuentro de Poncho y Emiliano (1975). |
| Con la misma fuerza       | |
| El indio Manuel María     | Grabada por Los Hermanos Zuleta en el álbum Río crecido (1974). |
| El regreso de Carmen      | |
| Mis hijos                 | |
| El piñal                  | Grabada por Los Hermanos Zuleta en el álbum Dinastía y folclor (1979). |
| La enfermedad de Emiliano | Grabada en vivo por Emiliano Zuleta en el álbum Colombie Le Vallenato (1997). |
| Villanueva                | |
| Las enfermeras            | |
| Mis pocos días            | |
| Doce palabras             | |
| La Pule                   | |